# Las Trojas, Jalisco
Las Trojas är en ort i Mexiko.   Den ligger i kommunen San Pedro Tlaquepaque och delstaten Jalisco, i den centrala delen av landet, 400 km väster om huvudstaden Mexico City. Las Trojas ligger 1 565 meter över havet och antalet invånare är 341.
Terrängen runt Las Trojas är platt åt sydväst, men åt nordost är den kuperad. Runt Las Trojas är det ganska tätbefolkat, med 239 invånare per kvadratkilometer. Närmaste större samhälle är Guadalajara, 18,7 km nordväst om Las Trojas. I omgivningarna runt Las Trojas växer huvudsakligen savannskog.